# Stockholm Open 1996
Lo Stockholm Open 1996 è stato un torneo di tennis giocato sul cemento indoor. 
È stata la 28ª edizione dello Stockholm Open, che fa parte della categoria World Series nell'ambito dell'ATP Tour 1996.
Il torneo si è giocato al Kungliga tennishallen di Stoccolma in Svezia, dal 4 al 10 novembre 1996.

## Campioni

### Singolare
Thomas Enqvist ha battuto in finale  Todd Martin con il punteggio di 7–5, 6–4, 7–6(0)

### Doppio
Patrick Galbraith /  Jonathan Stark hanno battuto in finale  Todd Martin /  Chris Woodruff,7–6, 6–4